# Зенубани
Зенубани (груз. ზენუბანი) — село в Грузии, в муниципалитете Душети края Мцхета-Мтианети. 

## География
Село расположено в северной части края, в 40 километрах по прямой к северо-западу от центра муниципалитета Душети. Высота центра — 1440 метров над уровнем моря.

## Население
По данным переписи населения 2014 года, в селе проживало 9 человек.
| Год  | Население | Мужчины | Женщины |
| ---- | --------- | ------- | ------- |
| 1926 | 185       | 88      | 97      |
| 2002 | 8         |         |         |
| 2014 | 9         |         |         |